# Henry Mayhew

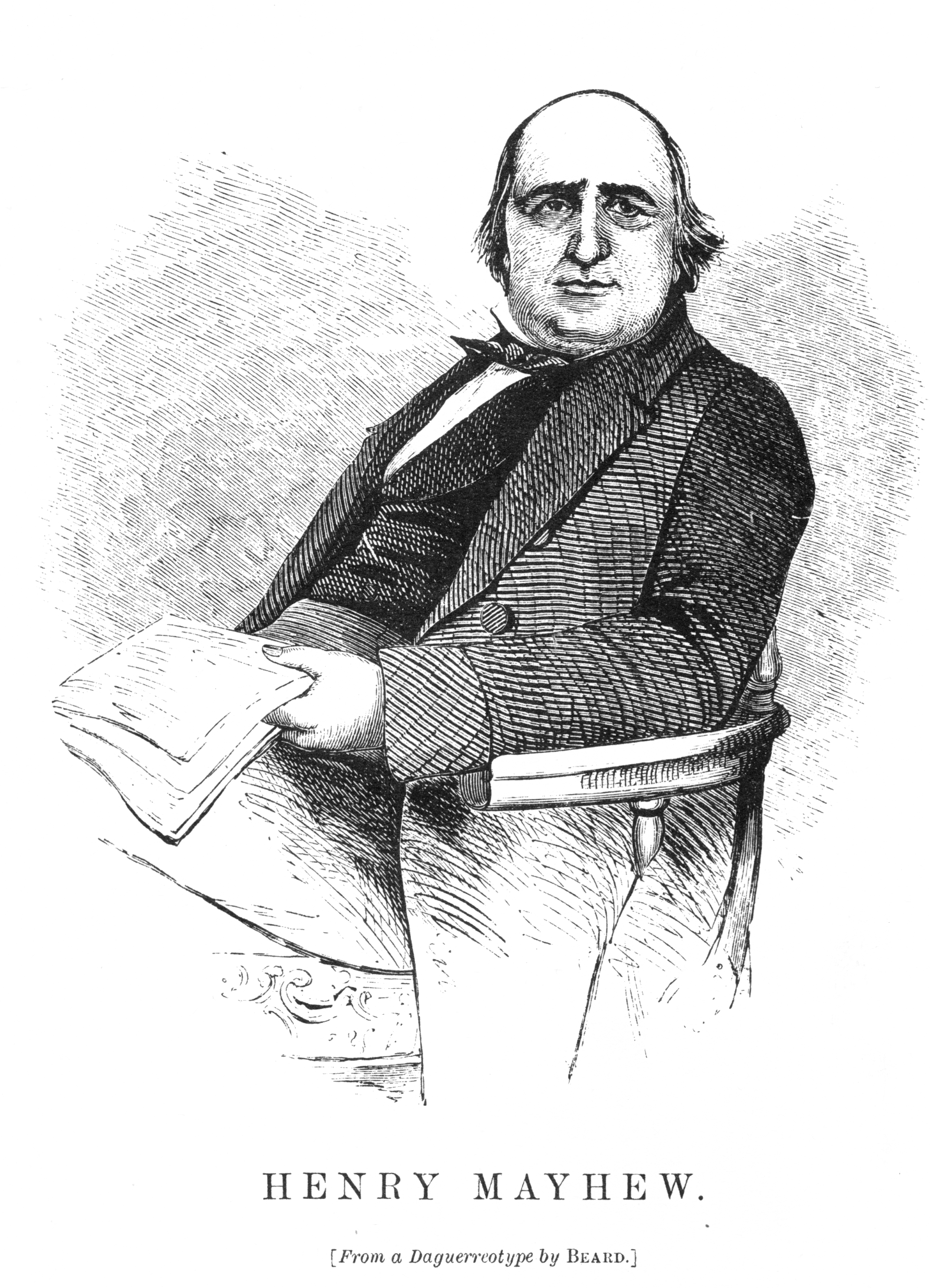
Henry Mayhew (1861)

Henry Mayhew (* 25. November 1812; † 25. Juli 1887) war ein englischer Sozialforscher, Journalist und Stückeschreiber. Er engagierte sich für soziale Reformen.
Mayhew gründete zusammen mit Mark Lemon das satirische Magazin Punch. Besser bekannt ist er durch seine Veröffentlichungen umfangreicher, auch statistischer, Untersuchungen zur Lage der unteren sozialen Schichten, der Arbeiterklasse, des Lumpenproletariats und des handwerklichen Kleinbürgertums, die alle in Armut in London lebten. Mayhew schildert die Armen auf eine für seine Zeit ungewöhnlich respektvolle Art, wenngleich er passagenweise in die typisch abwertende Rhetorik des viktorianischen Bürgertums verfällt.

## Publikationsgeschichte von Mayhews Armutsreportagen
Seine erste Armutsreportagen schrieb Mayhew als Artikelserie für den  Morning Chronicle (Oktober 1849 bis Dezember 1850). Nach einem Streit mit dem Verleger verließ er jedoch die Zeitung, machte sich selbstständig und begann seine berühmte Slumreportage London Labour and the London Poor. Zunächst (Dezember 1850 bis Februar 1852) erschien sie in Form preiswerter Quarthefte, die man für zwei oder drei Pence auf den Straßen oder im Buchhandel erstehen konnte. Rund zehn Jahre später (1861) gab es eine erneute Auflage in Buchform.

## Reaktion der Londoner Armen aufLondon Labour and the London Poor
Manche Angehörige der Unterschichten waren mit der Art, wie Mayhew sie in seiner Reportage schilderte, nicht einverstanden. Eine Gruppe von Straßenhändlern schloss sich im Frühling/Sommer 1851 gegen den Journalisten zusammen und gründete eine Street Trader’s Protection Association.

## Veröffentlichungen
- London Labour and the London Poor. 1851
  - Eine Auswahl der Texte in deutscher Übersetzung: Die Armen von London: ein Kompendium der Lebensbedingungen und Einkünfte derjenigen, die arbeiten wollen, derjenigen, die nicht arbeiten können und derjenigen, die nicht arbeiten wollen, ausgewählt, übersetzt und mit einem Nachwort versehen von Kurt Tetzeli von Rosador. Mit einem Essay von W. H. Auden, Frankfurt am Main : Eichborn 1996, ISBN 978-3-8218-4137-3, Reihe Die Andere Bibliothek
- The Mormons, or Latter-day Saints. 1851
- The Rhine and its Picturesque Scenery. 1859
- The lower Rhine and its picturesque scenery: Rotterdam to Mayence. Routledge, Warne & Routledge, London 1860 (Digitalisierte Ausgabe der Universitäts- und Landesbibliothek Düsseldorf)
- The Upper Rhine: Mayence to the Lake of Constance. Routledge, Warne & Routledge, London 1860 (Digitalisierte Ausgabe)
- German life and Manners as Seen in Saxony at the Present Day: with an account of village life, town life, fashionable life, domestic life, married life, school and university life, etc., of Germany at the present time; illustrated with songs and pictures of the student customs at the University of Jena. 1864

Sammlungen
- Anne Humpherys (Hrsg.): Voices of the Poor. Selections from the “Morning Chronicle” “Labour and the Poor” (1849–1850). London 1971.
- Bertrand Taithe: The Essential Mayhew. Representing and Communicating the Poor. Rivers Oram Press, London 1996.
- E. P. Thompson (Hrsg.): The Unknown Mayhew. Selections from the Morning Chronicle 1849–50. Harmondsworth u. a. 1984.

## Weitere Quellen
- Edmund Yates: His Recollections and Experiences. Richard Bentley and Son, London 1884.